# Синтія Леннон
Синтія Лілліан Леннон (англ. Cynthia Lillian Lennon, уроджена Пауелл (англ. Powell); 10 вересня 1939, Блекпул — 1 квітня 2015, Майорка) — перша дружина музиканта Джона Леннона. Народилася в місті Блекпул (графство Ланкашир, регіон Північно-Західна Англія) та виросла в населеному представниками середнього класу містечку Гойлейк (півостров Віррал графства Мерсісайд, регіон Північно-Західна Англія). Знайомство і початок відносин з Ленноном відбулися, коли вони обидва були студентами Ліверпульського коледжу мистецтв. Синтія та Джон зустрілися на заняттях з каліграфії. Після того як Сінтія завагітніла, вони з Джоном одружилися в Ліверпулі 23 серпня 1962 року. 8 квітня 1963 року в них народився син Джон Чарльз Джуліан Леннон. 8 листопада 1968 року вони розлучилися, після чого Джон Леннон пішов від неї до Йоко Оно. Після розлучення з Джоном Ленноном, Синтія виходила заміж тричі (у 1970 році за італійського власника готелів Роберто Басаніні (розлучилися у 1976 році), у 1978 році за англійського інженера Джона Твіста (розлучилися у 1982 році) та у 2002 році за власника нічного клубу з Барбадоса Ноеля Чарльза, з яким прожила до його смерті у 2013 році). Крім того, після розлучення із Джоном Твістом, вона змінила прізвище на Леннон, та почала зустрічатися із Джимом Крісті, з яким прожила наступні 17 років. Вона опублікувала дві книги про період її життя з Ленноном — «A Twist of Lennon» у 1978 році, і «Мій Чоловік Джон» (John) у 2005 році. У останні роки жила у містечку Калвія (Балеарські острови, Майорка, Іспанія). Померла від онкологічного захворювання 1 квітня 2015 року.

## Дитинство
Синтія Пауелл була останньою з трьох дітей у Чарльза Пауелла і його дружини Ліліан (уродженої Робі). Мала двох старших братів Чарльза і Ентоні (Тоні). Обидва її батьки були народжені у Ліверпулі, але за часів Другої світової війни мати Синтії Ліліан (разом із іншими вагітними жінками) було переселено до більш безпечного Блекпулу, де до народження доньки вона мешкала у маленькій квартирі у приморській частині містечка. Батько Синтії Чарльз Пауелл працював в компанії «General Electric Company». Після народження Синтії, родина переїхала до Гойлейку. В 11-річному віці Синтія перемогла у конкурсі газети Ехо Ліверпуля (Liverpool Echo), за рік її було прийнято до ліверпульської початкової школи мистецтв.

## Художній Коледж
У вересні 1957 року Пауелл вступила до Ліверпульського коледжу мистецтв. Хоча вона вивчала графіку, вона також як і Леннон брала уроки каліграфії. У нього ніколи не було з собою інструментів для малювання, тому він постійно позичав їх у Синтії. Іноді він приносив з собою гітару і одного разу заспівав пісню «Isn't She Sweet?» безпосередньо для неї. Одного разу вона почула, як Леннон зробив комплимент білявій дівчині, яка була схожа з Бріджит Бардо. Наступної суботи Пауелл прийшла в коледж із ще більш білявим волоссям. Леннон помітив це відразу, вигукнувши: «Get you, Miss Hoylake!» (Прізвище, одержане нею від Леннона, який посилався на передмістя, де вона жила). Він також називав її «Міс Пауелл», а після того, як їх відносини розпочалися, просто «Син».

## Відносини з Ленноном
Їхні стосунки почалися після студентської вечірки з приводу закінчення семестру, там же Леннон зробив їй пропозицію. Але до цього була поїздка «The Beatles» в Гамбург, куди Синтія поїхала з подружкою Маккартні відвідати їх. Коли в 1962 році Синтія призналася Леннону, що вона вагітна, він сказав, що єдиний вихід — це одруження.

## Весілля
Вони одружилися 23 серпня 1962 року в Ліверпулі. На церемонії були присутні Пол Маккартні й Джордж Гаррісон, шафером став менеджер «The Beatles» Браян Епштейн. Весілля молодята відсвяткували в тому ж ресторані, де 24-ма роками раніше, в 1938 році, його святкували батьки Леннона Фред і Джулія. Батьки наречених не були присутніми на весіллі, також на весілля не запросили ані фотографів, ані журналістів. Жити вони стали в квартирі Епштейна у Ліверпулі, за адресою Фолкнер стріт, 36. Хоча «The Beatles» були практично невідомі за межам Ліверпуля, вони вже набули шаленої популярності в рідному місті. Саме тому одруження Джона та народження Джуліана тривалий час залишалося таємницею.

## Джуліан
Їхній син Джон Чарльз Джуліан Леннон народився 8 квітня 1963 року в Ліверпулі. Леннон не був присутній при пологах, так як був у турне, але через 3 дні він приїхав проїздом в Ліверпуль. Народження дитини також ретельно приховувалося від преси. Джуліана хрестили в парафіяльній церкві Гойлейку. Джона не повідомили про це і Синтія розповіла йому тільки через два дні, бо знала що він не схвалив би це. Епштейна попросили бути хрещеним батьком.
Після цього Леннони переїхали в Лондон. Синтія супроводжувала групу в поїздці в Америку. В Кенвуді вони купили собі будинок у тюдоровському стилі, де раніше жили Том Джонс і Кліф Річард.

## Кенвуд
Леннон двічі робив дорогі ремонти в своєму новому будинку, переробивши його з 22- в 17-кімнатний. Кухня стала настільки сучасною і складною у використанні, що хто-небудь повинен був завжди пояснювати, як нею користуватися. Там їх відвідували відомі американські музиканти. Коли Синтія здала на права, Джон купив їй автівку Mini, а потім золотий Porsche. У 1965 році Синтія відкрила задні двері Кенвуда і виявила за нею дивного бродягу, схожого на Джона. Це виявився його батько, не бачив його кілька років. Він упросив Джона знайти роботу для його нової подружки, і кілька місяців вони жили в мансарді Кенвуда.

## Індія і Оно
У період коли «The Beatles» були запрошені в Індію до Махаріші, Синтія знайшла переписку Леннона з Йоко Оно. Леннон заперечував зв'язок з Оно, стверджуючи що вона всього лише «божевільна художниця», яка шукає спонсора, хоча і від неї був потік дзвінків і візитів у Кенвуд. У 1968 році Леннон разом з іншими бітлами полетів до Індії. За два тижні він зажадав окрему спальню, пояснюючи це тим, що він може медитувати тільки на самоті, і ходив щоранку перевіряти пошту від Йоко, яка приходила щодня.

## Розлучення
Після повернення в Кенвуд з Індії, Леннон у стані алкогольного сп'яніння та під дією наркотиків зізнався Сінтії про зв'язок його з «тисячами жінок по всьому світу». Повернувшись раніше запланованого з відпочинку з Греції, Синтія застала Леннона і Оно в халатах, сидячими на підлозі. Вони медитували.
Леннон здавався абсолютно нормальним наступного ранку і доводив свою любов до Синтії та Джуліана. Леннон ще хотів усе налагодити, і знову жити з Синтією, як було раніше. Йому і самому собі було складно це пояснювати. Синтія повернулася в Кенвуд, у той час як Леннон і Оно були в резиденції у Рінго Старра. Внаслідок розлучення Синтія отримала 100 000 фунтів стерлінгів, плюс 2 400 в рік та на утримання Джуліана. Їх розлучення було офіційно оформлено 8 листопада 1968 року.